# Mehdi Bazargan
Mehdi Bazargan (persiska: مهدی بازرگان), född i september 1907 i Bazargan i provinsen Västazarbaijan i Persien, död 20 januari 1995 i Zürich i Schweiz, var en iransk akademiker och politiker med reforminriktad islamistisk ideologi. Från april till november 1979 var han den första premiärministern i Iran efter den islamiska revolutionen.
Han var chef för den första ingenjörsavdelningen vid Teherans universitet.

## Tidiga år
Bazargan föddes  i en azerisk familj i september 1907. Hans far, Hajj Abbasquoli Tabrizi (död 1954), var  köpman och religiös aktivist.
Bazargan fick den iranska regeringens Reza Shah-stipendium för studier i Frankrike på École Centrale Paris där han läste termodynamik och ingenjörsvetenskap. Efter sin examen deltog Bazargan som frivillig i franska armén i kampen mot Nazityskland.

## Karriär i Iran
Tillbaka i Iran blev han chef för den första tekniska avdelningen vid Teherans universitet i slutet av 1940. 1951, då nationalisten Mohammad Mossadeq var premiärminister, nationaliserades den iranska oljeindustrin som tidigare varit under brittisk kontroll. Bazargan blev då chef för det nybildade National Iranian Oil Company. Han var också ställföreträdande minister i regeringen.
Bazargan var en av grundarna av den Iranska frihetsrörelsen 1961, ett parti som hade mycket gemensamt med Mossadeghs Nationella fronten. Även om Bazargan accepterade shahen Mohammad Reza Pahlavi som Irans legitima monark och statschef, fängslades han flera gånger på politiska grunder.

## Premiärminister
Efter shahens fall vid den islamiska revolutionen utsågs Bazargan till premiärminister av Ayatollah Khomeini och Islamiska revolutionära rådet den 5 februari 1979. Han kom i denna funktion i konflikt med ayatollorna och lämnade flera gånger in sin avskedsansökan, som Khomeini dock vägrade acceptera.
Den 1 november 1979 var Bazargan i Alger för samtal med USA:s säkerhetsrådgivare Zbigniew Brzezinski. Kort efter hans återkomst till Teheran inleddes gisslankrisen på amerikanska ambassaden, när unga islamistiska studenter ockuperade ambassaden och tog personalen som gisslan. Den 6 november lämnade Bazargan på nytt in en avskedsansökan, som denna gång beviljades. Regeringen Bazargans avgång betraktades som en protest mot Khomeini som hade uttryckt sitt stöd för ambassadockupationen.
Bazargan fortsatte sin verksamhet inom iransk politik som medlem av det första parlamentet (majles) i den nybildade islamiska republiken. Han motsatte sig öppet islamisternas kulturrevolution och fortsatte att förespråka ett islamiskt och civilt folkstyre. I november 1982 uttryckte han sin frustration över den riktning som den revolutionen hade tagit i ett öppet brev till parlamentets dåvarande talman, mullan Ali Akbar Hashemi Rafsanjani:
| ” | Regeringen har skapat en atmosfär av terror, rädsla, hämnd och nationell upplösning. ... Vad har den härskande eliten gjort på nästan fyra år, förutom att bringa död och förstörelse, packa ihop fängelserna och kyrkogårdarna i varje stad, skapa långa köer, brist, höga priser, arbetslöshet, fattigdom, hemlösa, upprepade slagord och en mörk framtid? | „ |

1985 ville Bazargan åter ställa upp i presidentvalet, men hans kandidatur godkändes inte av Väktarrådet.

## Åsikter
Bazargan var känd som en representant för liberal-demokratiskt islamiskt tänkande och betonade nödvändigheten av konstitutionell och demokratisk politik. I de omedelbara efterdyningarna av revolutionen ledde Bazargan en fraktion som motsatte sig det revolutionära rådet som dominerades av det Islamiska Republikanska Partiet med bland andra Mohammad Beheshti i ledningen. Han motsatte sig fortsättningen av Iran–Irak-kriget och idén om prästerskapets medverkan i alla aspekter av politik, ekonomi och samhälle. Därför utsattes han för trakasserier av militanta unga revolutionärer i Iran.

## Den sociala evolutionens lagar och mänsklig termodynamik
Bazargan tyckte  sig se ett samband mellan den sociala evolutionens lagar och de lagar inom termodynamiken som han kom i kontakt med som student och universitetslärare. I sin bok Love and Worship: Human Thermodynamics (1956), delvis skriven i fängelse, försökte han visa att religion och dyrkan är en biprodukt av evolutionen, som den förklaras i Charles Darwins Om arternas uppkomst (1859), och att de lagar som styr samhället är baserade på termodynamikens lagar.

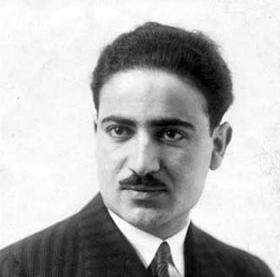
Bazargan som ung.
Bazargan svärs in som premiärminister i närvaro av Ruhollah Khomeini.
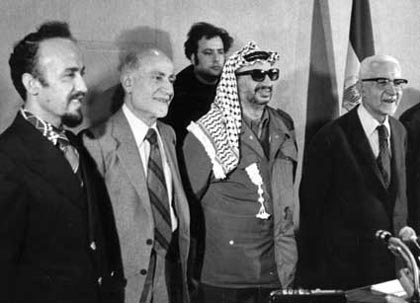
Bazargan med Yasser Arafat.